# 広瀬豊
広瀬 豊（ひろせ ゆたか、1932年（昭和7年）1月18日 - 2006年（平成18年）7月20日）は日本の実業家、編集者。陸上競技社設立者・元社長、元関東学生陸上競技連盟会長。苗字の広は正確には广に黄。

## 略歴
愛知県稲沢市に生まれる。愛知県立一宮高等学校を1950年（昭和25年）に卒業、1954年（昭和29年）に法政大学経済学部を卒業し、ベースボールマガジン社に入社。季刊だった『陸上競技マガジン』の編集長に就任し、月刊化する功績を果たしたものの退社。その頃教科書出版に進出する講談社から、保健体育の編集者として声を掛けられ入社し、同時に1967年（昭和42年）に陸上競技専門誌『月刊陸上競技』を創刊、編集長を務める。講談社が教科書出版から撤退した後はスポーツ出版部長を務め、日本雑誌協会の活動にも尽力していた。
1986年（昭和61年）に陸上競技社を設立し、社長に就任する。2001年（平成13年）から関東学生陸上競技連盟会長を務める。2006年（平成18年）7月20日に肺炎で死去、74歳。

## 人物
高校時代は、三段跳で国体出場などの活躍をする。法政大学に進学後、結核に掛かり引退し、関東学生陸上競技連盟の幹事として、ユニバーシアードへの参加などに尽力した。
2003年（平成15年）の箱根駅伝第79回より出場校を15校から20校に増やすなど、箱根駅伝を国民的な人気イベントに発展させ、また、トワイライトゲームスを開催するなど陸上競技の普及に尽力した。

## 参考
- 『現代物故者事典 2006-2008』（日外アソシエーツ、2009）
- 四国新聞-広瀬豊氏死去／関東学生陸上競技連盟会長